# Кефенрод
Кефенрод (нім. Kefenrod) — сільська громада в Німеччині, знаходиться в землі Гессен. Підпорядковується адміністративному округу Дармштадт. Входить до складу району Веттерау.
Площа — 30,66 км2. Населення становить 2695 ос. (станом на 31 грудня 2020).